# 越南铁路D14E型柴油机车
D14E型柴油机车是越南铁路的电力传动准轨柴油机车车型之一，由中国南车集团戚墅堰机车车辆厂设计制造，全数5台机车均配属于安员机务段，投入河内至同登的河同铁路（担当中越国际列车越南段），以及𠄳镇至下龙的克下铁路运用。

## 技术特点
该型机车的设计型号为JMD1360型柴油机车，在越南铁路系统内根据型号编制而定型为D14E型柴油机车（“D”代表柴油机车，“14”代表柴油机标定功率为1400马力，“E”代表电力传动）。该型机车是干线客、货运两用的电力传动柴油机车，采用单司机室、外走廊布置的车架承载式车体，机车上部从前到后分别为司机室、电气室、辅助动力室、动力室、冷却室、辅助设备室。
机车装用一台美国卡特彼勒公司生产的3508B型柴油机，这是一款四冲程、8气缸、涡轮增压的V型高速柴油机，气缸内径为170毫米，活塞冲程为190毫米，柴油机最大运用功率为1,320马力（970千瓦）。主传动系统使用交—直流电传动装置，采用永济电机公司生产的JF205F型三相交流同步主发电机和ZQDR-410型直流牵引电动机。
机车走行部为两台可互换使用的三轴转向架，其结构与中国铁路东风8B型柴油机车的转向架基本相同。轴箱采用无导框的轴箱拉杆定位结构。一系悬挂为轴箱两侧的螺旋弹簧配橡胶减震垫，轴箱和构架之间装有一系垂向油压减震器，二系悬挂为转向架构架上的四点支承式橡胶堆旁承。牵引力和制动力通过低位四连杆机构牵引装置传递。基础制动装置采用单侧踏面制动。牵引电动机采用轴悬式驱动方式。

## 参看
- 越南铁路运输
- 越南铁路D19E型柴油机车
- 越南铁路D19Er型柴油机车